# Milovan Milovanović
Milovan Milovanović (Милован Миловановић), född 17 februari 1863 i Belgrad, död där 18 juni 1912, var en serbisk jurist och politiker.
Milovanović blev efter studier i Tyskland och Frankrike 1888 professor i internationell rätt vid Belgrads universitet samt 1890 generalsekreterare i utrikesministeriet och ledde samma år som sådan de viktiga förhandlingarna om handelstraktat med Österrike-Ungern. År 1891 återtog han sin professur, tvingades några år senare gå i landsflykt såsom inblandad i en sammansvärjning mot kungahuset, återkom 1900 samt användes först som diplomat i Bukarest, sedan som minister för finanser och åkerbruk.
År 1902 blev Milovanović serbisk minister i Rom, förblev oberörd av 1903 års revolution och företrädde 1907 Serbien på andra Haagkonferensen. Han utsågs 1908 till utrikesminister och var därjämte från 1910 till sin död konseljpresident. Som serbisk utrikesminister under bosniska krisen 1908–09 hade han en ytterligt svår ställning och inlade då stor förtjänst därom, att den uppjagade folkstämningen inte fick tillfälle att framkalla ett för Serbiens framtidsförhoppningar på Balkanhalvön förödande krig.